# Contea di Hot Spring
La contea di Hot Spring, in inglese Hot Spring County, è una contea dello Stato dell'Arkansas, negli Stati Uniti. La popolazione al censimento del 2000 era di 30 353 abitanti. Il capoluogo di contea è Malvern.

## Geografia fisica
La contea si trova nella parte centrale dell'Arkansas. L'U.S. Census Bureau certifica che l'estensione della contea è di 1611 km², di cui 1593 km² composti da terra e i rimanenti 19 km² composti di acqua.

### Contee confinanti
- Contea di Garland (Arkansas) - nord
- Contea di Saline (Arkansas) - nord-est
- Contea di Grant (Arkansas) - est
- Contea di Dallas (Arkansas) - sud-est
- Contea di Clark (Arkansas) - sud e ovest
- Contea di Montgomery (Arkansas) - nord-ovest

## Storia
La contea di Hot Spring fu costituita nel 1829.

## Città e paesi
| - Bismarck - Donaldson | - Friendship - Malvern | - Perla - Rockport |